# Pedro Malan

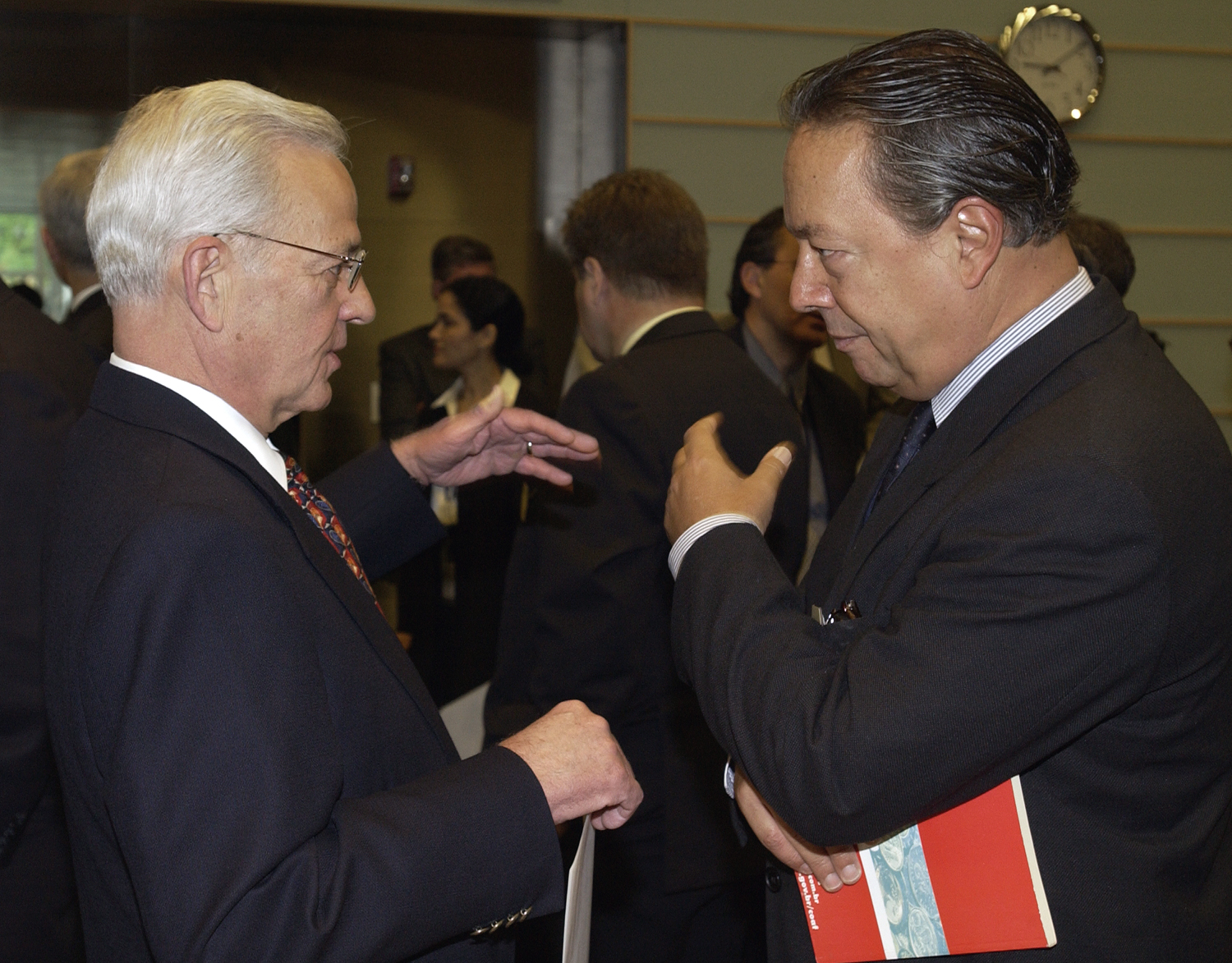
Pedro Malan con Paul O'Neill.

Pedro Sampaio Malan (Río de Janeiro, 19 de febrero de 1943), es ingeniero y economista brasileño.

## Biografía
Formado en ingeniería eléctrica en la Pontificia Universidad Católica (graduación en 1965), posteriormente se doctoró en Economía en la Universidad de Berkeley.
Trabajó en el gobierno de Fernando Collor de Mello como renegociador de deuda externa en los términos del Plan Brady; en la administración de Itamar Franco fue uno de los arquitectos del Plan Real, y presidió el Banco Central de Brasil. Al asumir Fernando Henrique Cardoso la presidencia lo nombra Ministro de Hacienda. 
Fue presidente del consejo de administración de Unibanco entre 2004 y 2005, y participó también en el consejo administrativo de Ponto Frio y de Alcoa Alumínios.